# Газни

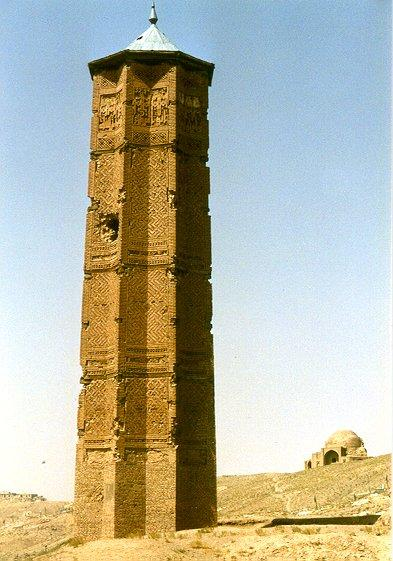
Минарет в Газни. Фото 2001 г.

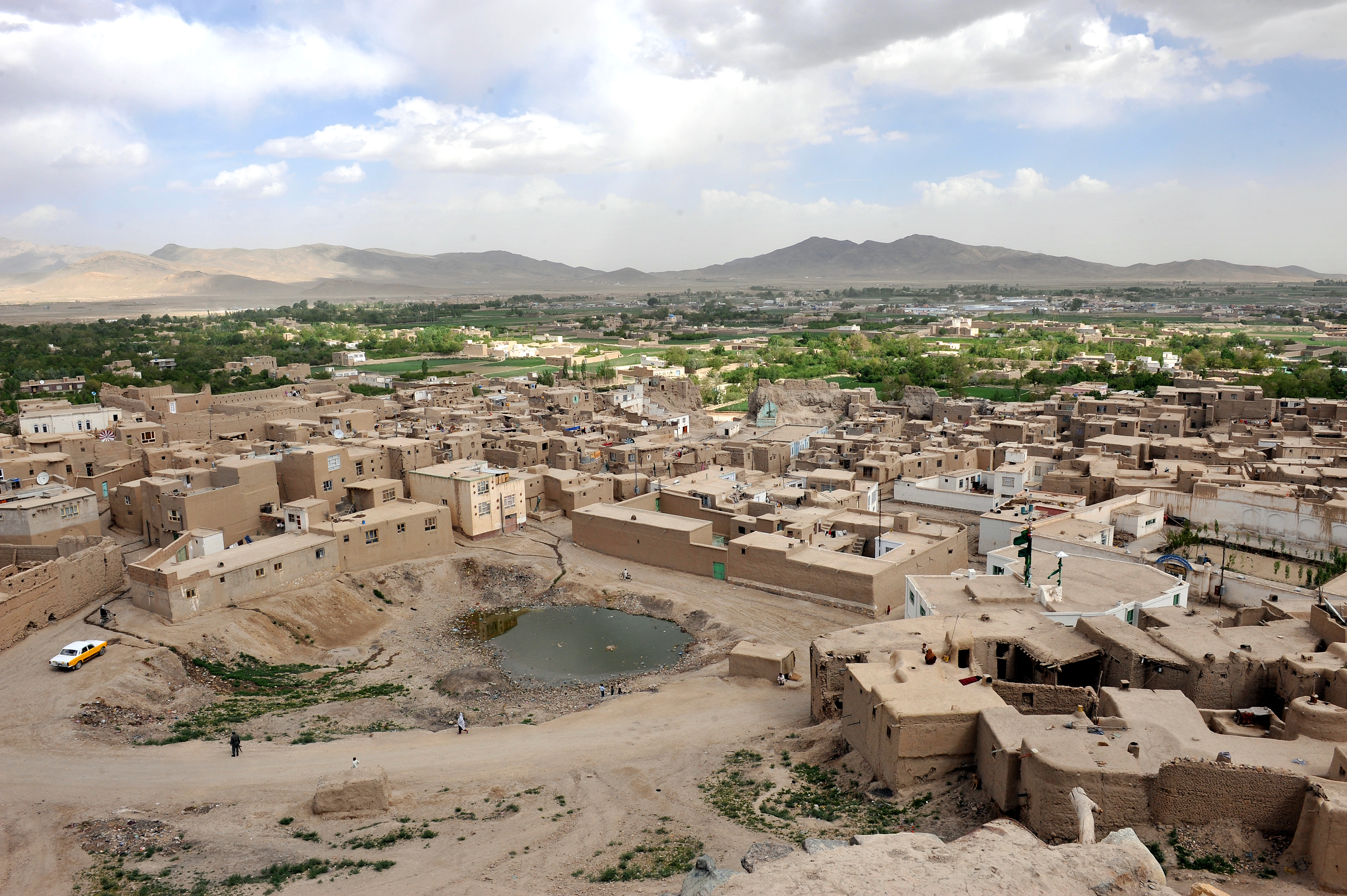
Газни

Газни́ (пушту غزني‎, дари غزنی Ġazni) — город в Афганистане, юго-западнее Кабула, на пути в Кандагар. Расположен на гористом плато.
Административный центр провинции Газни. Население — 150 тыс. чел. (2006).

## История
Время основания неизвестно. Первые упоминания присутствуют у Сюаньцзана (VII век).
Расцвет города относится к концу X—XI векам, когда город стал не только столицей Газневидского государства, но и торгово-культурным центром региона. В разные годы в нём творили учёные, писатели и поэты: Аль-Бируни, Гардизи, Фаррухи, Унсури, Манучехри. Здесь великий Фирдоуси представил свою эпическую поэму «Шахнаме» султану Махмуду Газневи.
В середине XII века Газни был захвачен Гуридами, сильно разрушен и сожжён. До завоевания города монголами в 1221 году он принадлежал Хорезмшахам. Во второй половине XIII века находился в вассальной зависимости от правителей Герата. В конце XIV — начале XVI веков город подчинялся Тимуридам. С начала XVI века до захвата Надир-шахом в 1738 году власть в городе удерживали Великие Моголы. В 1747 году город перешел в руки основателя афганского государства Дуррани — Ахмад-шах Дуррани.
После ввода американских войск в Афганистан в городе размещена радиолокационная станция.
В 2013 году по решению ЮНЕСКО был признан столицей исламской культуры в Азии.

## Достопримечательности
В городе находятся могилы многих известных людей, в частности Аль-Бируни. Остатки дворца Масуда III (XII в.), мавзолеи Мухаммед Шариф-хана (XV в.), Абд ар-Раззака (начало XVI в.), Махмуда Газневи (XVIII в., над могилой XI в.). Холм с руинами буддийского монастыря VI—VII вв. В окрестностях Газни — две мемориальные башни XII в., воздвигнутые в честь побед Масуда III. Газни — старинный центр художественной обработки металла.